# Stanleyovy vodopády
Stanleyovy vodopády (francouzsky Chutes Boyoma, známé i jako chutes Ngaliema, svahilsky Maporomoko ya Boyoma) je kaskáda sedmi vodopádů, které se nacházejí v Demokratické republice Kongo. Skládají se ze sedmi kataraktů, z nichž žádný není  vyšší než 5 m a táhnou se v délce přes 100 km na řece Lualaba, která je největším přítokem řeky Kongo, a to mezi městy Ubundu a Kisangani dříve zvané Stanleyville. Celkový pokles hladiny řeky za vodopády je o 61 m. 
Poslední nejširší (730 m) a nejníže položený vodopád je známý také jako vodopád Wagenia (francouzsky chutes Wagenia), podle domorodého kmene Wagenya (Wagenia). Příslušníci tohoto kmene zde loví ryby s pomocí zvláštní metody. Ryby loví do  obrovských řídce pletených košů (vrší), upevněných u hladiny na konstrukcích ze svázaných a spojených kůlů, které jsou zakotveny kameny do děr ve skalnatém podloží, vymletých říčním proudem. Jménem kmene Wagenya (Wagenia) bývá někdy také řídce nazývána celá soustava sedmi vodopádů.
Ve spodní části vodopádů u Kisangani řeka Lualaba (nejvodnatější zdrojnice řeky Kongo) mění název na Kongo a to ještě před soutokem s Lomami na počátku Konžské pánve. Na toku řeky Kongo jsou ještě další velké vodopády, Livingstonovy vodopády. 
Jsou to objemem vody největší vodopády na světě. Za sekundu jimi proteče 17 000 000 litrů vody. Kolem vodopádů vede železniční trať spojující říční přístavy v Kisangani a Ubundu.
Jméno nesou od počátku 20. stol. vodopády po britském cestovateli Henry Mortonovi Stanleym, který je první popsal, postupně se však prosazuje jméno Boyomské vodopády.